# 橫嘴樸麗魚
橫嘴樸麗魚為輻鰭魚綱鱸形目隆頭魚亞目慈鯛科的其中一種，分布於非洲維多利亞湖流域，體長可達14.7公分，棲息在沙石底質水域，以魚類為食，生活習性不明。

## 擴展閱讀
維基物種上的相關：橫嘴樸麗魚